# Crambometra
Crambometra is een geslacht van vlinders van de familie tandvlinders (Notodontidae), uit de onderfamilie Notodontinae.

## Soorten
- C. derelicta Prout, 1915
- C. gladstonei (Janse, 1920)
- C. vandenbergae Kiriakoff, 1981